# Malut United
Der Maluku Utara United Football Club, auch bekannt als Malut United,  ist ein Fußballverein aus der indonesischen Stadt Ternate. Aktuell spielt der Verein in der höchsten Liga des Landes, der Liga 1.

## Geschichte
Der Verein wurde 2023 gegründet. Eigentümer des Vereins sind PT Malut Maju Sejahtera und die PT Mineral Trobos Group. Die Saison 2023/24 spielte der Verein in der zweiten Liga. Hier belegte man einen dritten Platz und stieg somit in die erste Liga auf.

## Stadion
Der Verein trägt seine Heimspiele im Gelora Kie Raha Stadium in Ternate aus. Das Stadion hat ein Fassungsvermögen von 15.000 Personen.

## Trainer
| Trainer          | Nation     | von            | bis           |
| ---------------- | ---------- | -------------- | ------------- |
| Jamal Yastro     | Indonesien | 1. Juli 2021   | 30. Juni 2022 |
| Didik Ludianto   | Indonesien | 1. August 2022 | 31. März 2023 |
| Imran Nahumarury | Indonesien | 6. April 2023  |               |